# Bremer Schulstreit
Der Bremer Schulstreit von 1905 bis 1907 war eine Streit um die Reformierung des Religionsunterrichtes und der Schulen in Bremen.

## Geschichte
Bremen hatte um 1900 mit der Bibelgeschichte ohne Katechismusunterricht bereits ein vergleichsweise liberale Form des Unterrichts in Biblischer Geschichte.
Beim Bremer Schulstreit von 1905 bis 1907 protestierten die Lehrer gegen den staatlichen Religionsunterricht und die strenge Schulaufsicht durch den seit 1892 berufenen Schulinspektor Köppe, der durch häufige Hospitationen und „behördliche Glaubensprüfungen“ die Lehrer gegen sich aufbrachte. Senator für Unterricht und Kirche war damals Carl Jasper Oelrichs. 1905 erschien eine Denkschrift Religionsunterricht oder nicht? mit dem Hauptargument, dass Religion Privatsache sei. Die maßgeblich an den Protesten beteiligten Lehrer Wilhelm Holzmeier, Fritz Gansberg und Wilhelm Scharrelmann wollte die Schulbehörde aus dem Schuldienst entfernen. Es folgte eine Vernehmung von Scharrelmann, die Proteste auslöste. Ca. 425  Lehrer trafen sich am 1. Mai 1905 im Gewerbehaus und schrieben dazu, dass sie beunruhigt seien über „die offenbare Missachtung, mit welcher der Herr Schulinspektor sich über die im Religionsunterricht der bremischen Schulen bisher beobachteten freiheitlichen Traditionen hinwegsetzt“.
Die Lehrer (u. a. der Bremer Lehrerverein (BLV)) setzten sich ebenfalls für die Abschaffung des staatlichen Religionsunterrichts ein. Gutachter wurden beauftragt, Stellungnahmen abgegeben.
In einer Versammlung am 22. Mai verabschiedeten die Lehrer eine Beschwerde gegen den Schulinspektor fast einstimmig. Holzmeier formulierte die Denkschrift Religionsunterricht oder nicht?, die am 4. September auf einer weiteren Versammlung mit 273:43 Stimmen verabschiedet wurde.
Nach dieser Forderung kam es im ganzen Deutschen Reich zu vielen unterschiedlichen und heftigen Kommentaren.
Die drei o. a. Lehrer durften nunmehr keinen Religionsunterricht mehr erteilen. Die Schulbehörde wollte sie weiterhin aus dem Schuldienst entlassen. Das eingeschaltete Gericht verwarf die Entlassung und sie erhielten 1907 einen Verweis und eine Geldstrafe. Auch gegen die Lehrer Lüdeking und Gartelmann wurden Disziplinarverfahren eingeleitet. Das Parteiblatt der SPD, die Bremer Bürger-Zeitung, unterstützte in dem Streit die reformorientierten linken Lehrer wie Holzmeier und Johann Knief, und forderte die Einheitsschule, die Arbeitsschule und eine Säkularisierung des Schulwesens. 1910 wurde Holzmeier (SPD) dann doch entlassen; heftige Demonstrationen dagegen waren die Folge, aber erfolglos.
Spätere Entwicklung in Bremen
Nach dem Zweiten Weltkrieg wollte die CDU einen konfessionell gebundenen Religionsunterricht unter Beteiligung der Kirchen einführen. Die parlamentarische Mehrheit (SPD, BVP) in Bremen konnte jedoch durchsetzen, dass die staatlichen Schulen Biblische Geschichte anbieten ohne Beteiligung der Kirchen. So wurde das 1947 in Art. 32 Abs. 1 („Die allgemeinbildenden öffentlichen Schulen sind Gemeinschaftsschulen mit bekenntnismäßig nicht gebundenem Unterricht in Biblischer Geschichte auf allgemein christlicher Grundlage.“) der Bremischen Landesverfassung festgelegt. 1948/49, bei der Ausarbeitung des Grundgesetzes, musste deshalb eine Ausnahme für Bremen von der Bestimmung des Art. 7 Abs. 3 Satz 1 GG („Der Religionsunterricht ist in den öffentlichen Schulen mit Ausnahme der bekenntnisfreien Schulen ordentliches Lehrfach.“) durch die so genannte Bremer Klausel in Art. 141 GG beschlossen werden.
Ein Vorstoß der Bremischen Evangelischen Kirche (BEK) in den  1960er Jahren, dass die evangelische Kirche beim Religionsunterricht zu beteiligen sei, war erfolglos. Der Bremer Staatsgerichtshof entschied 1965, dass der Biblische Geschichtsunterricht „bekenntnismäßig nicht gebunden“ sei und daher alle Konfessionsunterschiede erfasse. Die „allgemein christliche Grundlage“ sei nicht gleichbedeutend mit der „Grundlage des protestantischen Christentums“.